# Allan Robertson
Allan Robertson (* 11. September 1815 in St Andrews, Schottland; † 1. September 1859) war einer der bekanntesten Golfspieler des 19. Jahrhunderts und zudem der erste Profi. Er stammte aus einer Familie von Golfern, Caddies und Ausrüstungsherstellern.
Robertson gilt als der beste Golfspieler der Jahre 1840 bis 1845 – auch noch nachdem die Familien Park und Morris die Golfszene betraten.
Robertson spielte als erster einen Score unter 80 Schlägen auf dem Old Course von St Andrews und wurde angeblich nie geschlagen, wenn er um Geld spielte – seinerzeit eine der wichtigsten Einnahmequellen für professionelle Golfer. Er soll gelegentlich unter seinen Fähigkeiten gespielt haben, um seine Partner (Gegner) nicht zu demotivieren. Mit Old Tom Morris, einem ebenso legendären Spieler des 19. Jahrhunderts, spielte er als Paar zusammen und beide blieben angeblich ebenfalls ungeschlagen.
Mit Old Tom Morris zusammen betrieb er eine Manufaktur zur Herstellung von Golfbällen.
Er exportierte seine Golfbälle, die damals sehr teuer waren, in die ganze Welt. Die Manufaktur war von seinem Großvater gegründet worden und wurde von seinem Vater fortgeführt, bis er sie schließlich erbte. Heute sind Golfbälle mit dem Stempelabdruck von Robertson bei Sammlern sehr begehrt. Die Freundschaft mit Morris zerbrach jedoch, als Bälle aus Guttapercha (auch Guttie-Ball genannt) eingeführt wurden. Robertson lehnte den neuen und günstigeren Ball ab, da er darin eine Konkurrenz zu seiner althergebrachten Technik sah. Morris setzte auf den fortschrittlichen Guttie-Ball, der den Golfsport revolutionierte, und gründete eine eigene Manufaktur. Auf Dauer setzte sich der Guttie-Ball durch und Robertson musste sein Geschäft aufgeben.
Robertson starb 1859 an den Folgen einer Gelbsucht. The Royal and Ancient Golf Club of St Andrews (R & A) gab eine Erklärung zu seinem Tod heraus und veranstaltete eine jährliche Sammlung zugunsten seiner Witwe. Robertsons Porträt hängt in der R & A’s-Galerie. The Open Championship wurde erstmals am 17. Oktober 1860 vom R & A unter dem Eindruck des Todes von Robertson in Prestwick und zu seinen Ehren veranstaltet und zählt zu den vier wichtigsten Golfturnieren, den sogenannten „Majors“. Der Golfplatz von Carnoustie / Schottland wurde 1850 von Allan Robertson gestaltet. Im Jahre 2001 wurde Allan Robertson in die World Golf Hall of Fame aufgenommen, die größte Ehre für einen Golfspieler.